# 岩手県競馬組合
岩手県競馬組合（いわてけんけいばくみあい）は、盛岡競馬場と水沢競馬場の2場で地方競馬を主催する団体で、岩手県、盛岡市および奥州市で構成される一部事務組合である。

## 概要
岩手県での近代競馬は1884年に遡り、戦後は岩手県営、水沢市営、一関市営の各競馬を経て、1964年に設立。現在は岩手県、盛岡市、奥州市で構成され、盛岡競馬場と水沢競馬場の2場体制で行われており、一般的には「岩手競馬」と呼ばれている。
東北地方（新潟県も地方競馬では東北地方扱い）の地方競馬は、上山競馬場、新潟県競馬（新潟競馬場、三条競馬場）も存在したが、累積赤字が膨らみ、主催自治体の経営改善が後手に回った結果廃止され、現在は岩手競馬のみ開催されている。（2001年4月から2014年3月までは「みちのくレース・岩手競馬」という愛称が付いていた）
「岩手競馬中興の祖」と呼ばれた藤原正紀事務長が主導していた1990年代は、競馬ブームに乗って積極経営を行い、全国3番目の売上規模を持つ主催者に拡大し、1996年には地方競馬初の芝コースを持つ新盛岡競馬場を建設、「地方競馬の優等生」として注目を集めた。
在宅投票システムは「オッズパーク」と「楽天競馬」、SPAT4が利用可能である。なお、左記の他に2009年1月12日までは岩手競馬独自の「R-CALL」（レーシングコール）があった。
岩手県は全域が豪雪地帯に指定されている気候条件から岩手競馬の開催は年度毎に4月から翌年1月上旬までと、3月の前半数日分（1開催分）は「通常開催」（平年、2か所で20回前後）が組まれ、3月中旬から下旬頃の年度末6日分（1開催分）には「特別開催」が組まれる。翌年度の開催日程は2月頃に通常開催・特別開催の日程がまとめて発表され、名称以外の違いは特にみられないが特別開催の開催日程が当初の発表より変更されるケースもある。先述の通り積雪の影響を受けやすい1月中旬頃から3月中旬頃までは休止期間となっているが、休止期間の前後も比較的寒冷の時期であることから基本的には夏季・秋季に盛岡開催、春季・冬季に水沢開催というように比較的降雪の少ない奥州市に位置する水沢競馬場での開催が寒冷な時期に組まれているが、それでも積雪の影響による開催の中止が生じる場合もある。
施設面・ファンサービスにおいては、2005年から夏季限定でスタートさせた薄暮競走を、盛岡では2018年、水沢は2023年に、ナイター競走にも対応した照明塔が設置されたことにより通年で薄暮開催が可能となった。

## 売り上げ不振による存廃を巡る動き
盛岡競馬場の移転にかかった費用（約410億円）が膨大なことや場外発売所の不採算化、開催業務委託費等のコスト削減に積極的でなかったことから、2003年度末には105億円の累積赤字を抱える経営難に陥る。2004年12月末にも資金繰りに窮して破綻する危機もあったが、県議会や関係金融機関への働きかけもあり継続が決まる。
しかし極めて厳しい経営状況は変わらず、2007年3月には総額330億円を融資する議案が県議会に提出されたが、15日夜の採決の結果、賛否が同数になり、地方自治法第116条の規定による議長の決定により議案は否決される。4月以降の開催資金の確保が不能となり、当時の増田寛也知事が岩手競馬廃止を表明したが、19日の議会で提出された県の負担を20億円軽減する修正案に、15日の採決に反対だった議員の1人が賛成に回ったため、1票差で可決され、事実上存続が決まった。
競走馬についても、過去にはスイフトセイダイ、トウケイニセイ、グレートホープ、メイセイオペラ、トーホウエンペラーなど全国レベルの大競走で通用する馬を輩出していたが、2000年代半ば以後は目立った活躍馬に恵まれていない。この原因は売上低下などの岩手地区の競馬を取り巻く環境の悪化によるところと、有力な馬主の本業（競馬以外での事業）での不振や破産が大きいとされている（例：メイセイオペラの現役時代の馬主であった明正商事）。
2011年には東日本大震災発生により競馬場やテレトラックが被災、レースも実施できず、またも危機を迎えたが、全国的な復興支援ムードの高まりにより堅調な推移を見せ、現在に至っている。

## 管理施設

### 競馬場
- 盛岡競馬場（盛岡市）
- 水沢競馬場（奥州市）

### 場外馬券発売場
岩手県内
- テレトラック宮古（宮古市）
- テレトラック種市（洋野町）
- テレトラック安代（八幡平市）
- UMACCO盛岡大通り（盛岡市）
- テレトラック釜石（釜石市）
- テレトラック石鳥谷（花巻市）

岩手県外
- ウインズ津軽（青森県田舎館村　旧・テレトラック津軽）
- テレトラック十和田（青森県十和田市）
- テレトラック横手（秋田県横手市）
- テレトラック山本（秋田県三種町）
- テレトラック三本木（宮城県大崎市）
- 東京競馬場（東京都府中市）

### JRA勝馬投票券発売所
- 東京競馬場（非開催週は「パークウインズ」として）、並びに津軽、横手の各場外馬券発売所はウインズとして、盛岡（2021年7月3日以後。6月26日まではウインズ）、種市（2018年3月17日以後。3月11日まではウインズ）、水沢（2021年3月13日以後。3月7日まではウインズ）、三本木（2021年3月20日以後。3月14日まではウインズ）はJ-PLACEとして運用されている[9]。
- なおウインズとJ-PLACEの馬券の相互互換はないため、ウインズで購入したものはJ-PLACE、J-PLACEで購入したものはウインズではそれぞれ払い戻しできない。
- ウインズとして運用されている各発売所は中央競馬当日のすべての開催場・全レースと前日発売対象の重賞競走を発売。
- J-PLACE各会場は原則として、毎週土曜日と岩手競馬が冬季開催休止となる平年1月中旬～3月中旬の日曜日（他JRAが指定した平日や祝祭日　代替開催日除く）はウインズ同様すべての開催場・全レースと前日発売重賞を、毎週日曜日（岩手競馬の冬季休止期間を除く）は全競馬場で行われるメインレースを含む3競走（原則第9-11競走、会場や日程により第10-12競走）+障害重賞競走のみを発売。

## 略史
- 1964年 岩手県、水沢市（当時）、一関市の3自治体で岩手県競馬組合発足。
- 1965年 水沢公園周辺にあった旧水沢競馬場が現在地に移転。盛岡市が組合の構成団体に加入。
- 1967年 一関市撤退（競馬法の改正により競馬場を有する市町村以外は競馬を開催できないことになったため）。
- 1968年 周辺の宮城、秋田の地方新聞にも広告を展開する。
- 1969年 特別競走に地名・スポンサーなどの名称が付くようになる。女性ジョッキー・高橋優子騎手がデビュー。盛岡のスタンド増築。馬伝染性貧血の集団発生が起き、一時競馬開催中断。
- 1970年 昭和天皇・香淳皇后が招待され第25回国民体育大会馬術競技（水沢）を観覧。
- 1971年 出馬表の前日発表を開始。水沢競馬場からのテレビ・ラジオ実況中継を開始。全国で最後まで残っていた けいが競走を廃止。混合戦で行われていたサラブレッドとアラブを血種別競走に移行。
- 1972年 盛岡競馬場からのテレビ・ラジオ実況中継を実施。
- 1973年 重賞「みちのく大賞典」（現・一條記念みちのく大賞典）新設。
- 1974年 高橋優子騎手死去。
- 1975年 重賞・特別競走を大幅に新設し、現在のレース体系の原型が整備される。岩手開催初の東北地区交流競走・重賞「東北アラブチャンピオン」「東北アラブ3歳チャンピオン」を水沢競馬場で施行。
- 1976年 吉田弥生騎手がデビュー。全出走馬は1開催原則1レースのみの出走とする規定を定める。
- 1977年 勝馬投票券の前売り開始。
- 1978年 競馬組合設立15周年を記念し、重賞「金蹄賞」を新設。
- 1979年 投票所にトータリゼータシステム（富士通フロンテック社製）を投入。レコードタイムを挙げた競走馬に対する関係者の表彰始める。
- 1980年 全国初のインフォメーションセンター、女性コンパニオン、託児制度を実施。
- 1981年 女性騎手限定招待レース「レディスカップ」開催（アメリカから5人の女性騎手が出場）。
- 1984年 岩手競馬100年を記念し、初の広域交流競走・重賞「北日本アラブ優駿」新設。
- 1985年 山形、新潟との地域場間発売を開始。
- 1986年 テレトラックシリーズの第1号として盛岡競馬場内に「テレトラック盛岡」を開設。重賞「ダービーグランプリ」新設。
- 1987年 テレトラックシリーズの場外馬券投票所第1号「テレトラック宮古」開設。マルチユニット（複数の馬券が1枚のマークシートで購入できる）を導入。
- 1988年 テレトラック釜石開設。競馬組合設立25周年を記念し、重賞「北日本マイルチャンピオンシップ南部杯」（現・マイルチャンピオンシップ南部杯）新設。各クラスの格付名称をグループ制（サラブレッド系G<グループ>1～5級、アラブ系G<グループ>1～3級）に変更。
- 1989年 テレトラック種市開設。水沢に女性専用コーナー設置。
- 1990年 全ての重賞競走にて、馬名入りゼッケンを使用開始（ダービーグランプリ、北日本マイルチャンピオンシップ南部杯では創設時より使用）。
- 1991年 正月開催実施。過去最高126日間のレース開催。マルチユニット式勝馬投票券を全面投入。テレトラック水沢、安代が開設。
- 1992年 ムービジョン（大型映像装置）を設置。（盛岡は競馬場移転のため1995年で、水沢は経費削減のため2007年に撤去）
- 1993年 水沢競馬場でJRAのGIレースを場外発売（スプリンターズステークス・有馬記念）。競馬組合設立30周年を記念し、重賞「青藍賞」を新設。
- 1994年 JRA所属馬との交流競走「フレンドリーカップ」が新設。
- 1995年 旧盛岡競馬場が63年の歴史に終止符。「マイルチャンピオンシップ南部杯」が中央地方指定交流競走となる。サラブレッド新馬戦の一部で「JRA認定競走」を導入（翌年以降は全ての新馬戦、一部の一般戦に拡充）。この年をもって条件クラスの重賞競走を廃止。
- 1996年 新盛岡競馬場・オーロパーク完成。ダートの内側に芝コース、アメリカ式の競馬場。オーロパーク完成を記念し、重賞「全日本スプリントチャンピオンシップ　クラスターカップ」（現・クラスターカップ）を新設。騎手交流戦「スーパージョッキーズトロフィー」を開催。盛岡競馬場でJRAのGIレースの場外発売開始。電話投票システムスタート。「ダービーグランプリ」「クラスターカップ」が中央地方指定交流競走となる。各クラスの格付けを9年ぶりにアルファベット制（サラブレッド系A・B・C1～3級、アラブ系A・B・C級）へ変更。
- 1997年 ダートグレード競走スタート。「マイルチャンピオンシップ南部杯」「ダービーグランプリ」が統一GIに格付け。岩手県外初の場外馬券投票所「テレトラック横手」開設。「クラスターカップ」、この年新設された「マーキュリーカップ」が統一GIIIに格付け。
- 1998年 福島競馬場内に岩手競馬場外発売所を開設。テレトラックつがる（現・ウインズ津軽）開設。
- 1999年 メイセイオペラが地方馬として、初めて中央GI（フェブラリーステークス：東京ダート1600m）を優勝。テレトラック山本開設。競馬組合設立35周年を記念し、重賞「岩手県知事杯OROカップ」を新設。
- 2000年 初めて全開催日に重賞・特別競走を編成。アラブの在籍頭数減少により、全てサラブレッドの格付けクラスに編入、 5月に開催された特別「金蹄賞」を最後にアラブ競走を廃止。
- 2001年 岩手競馬の愛称を「みちのくレース岩手競馬」に。テレトラック三本木開設。
- 2002年 テレトラック十和田開設。2歳馬の新馬戦を「フューチャー競走」、一般戦の一部を「ホープフル競走」と命名。盛岡競馬場で統一GI「JBCクラシック」「JBCスプリント」を開催。
- 2003年 東京競馬場内に岩手競馬場外発売所を開設。
- 2005年 ソフトバンクグループと業務提携を結び、インターネット（パソコン通信、携帯電話）を使った勝馬投票券のオンライン投票発売実施などを2006年度から展開することを発表。テレトラックつがるをJRAに売却。
- 2007年 盛岡・水沢競馬場でJRAの全開催日のメインレースの場外発売開始。ダービーグランプリのダートグレード格付けを返上。盛岡大通場外発売所（UMACCO盛岡大通）開設。経費削減のため誘導馬を廃止。
- 2008年 イメージキャラクターに東幹久を起用。契約料はなし、コマーシャルなどへの出演料は岩手競馬の売り上げ次第という契約内容が話題になる。
- 2009年 イメージキャラクターにルー大柴を起用。コマーシャルでは主にナレーションを担当（終盤で少し映る）。イベントにも出演する。日本初の騎手ハンデ競走を実施。岩手競馬独自の電話投票システム「R-CALL」（レーシングコール）廃止。
- 2010年 「ダービーグランプリ」が地方競馬全国交流競走として復活。地元岩手のロックハンドスターが優勝（岩手ダービー、不来方賞、ダービーグランプリを制し岩手3歳3冠を達成した）。
- 2011年 3月に福島競馬場内の岩手競馬場外発売所を閉鎖。直後に東日本大震災が発生し大地震と大津波の影響により、水沢の本場開催は当面の間中止となり、5月の盛岡開催から再開。また場外発売所のうち、被害が甚大だった「テレトラック宮古」「テレトラック三本木」では業務を休止したが、「テレトラック宮古」は6月4日から[10]、「テレトラック三本木」は6月25日に業務を再開した[11]。「テレトラック釜石」は大津波による水没被害の損傷が著しく[12]、一度業務廃止・閉鎖となったが、民間に委託する前提で再開を進め[13][14]、2014年10月4日に再開した[15]。10月10日、東日本大震災で大きな被害を受けた岩手県競馬を支援するため、JRA主催により「マイルチャンピオンシップ南部杯」を東京競馬場で施行。売り上げの一部を支援金として岩手県競馬組合に拠出。
- 2013年 翌年行われる統一GI「JBCクラシック」「JBCスプリント」「JBCレディスクラシック」を盛岡競馬場で12年ぶりに開催することが決定。
- 2014年 競馬組合設立50周年を記念し、持ち回りのJBC（JBCクラシック、JBCスプリント、JBCレディスクラシック）を盛岡競馬場で開催。
- 2015年 秋田県秋田市に場外馬券場「DIKK秋田」（ディック秋田）を開設[16]。
- 2016年 ダートグレード競走以外の重賞競走に、M1〜M3からなる岩手競馬グレード制を導入。
- 2017年 水沢競馬場に大型映像装置を設置（10月より供用開始）、同時に長年使用された着順表示盤を撤去。
- 2018年 新たな競走種別として「準重賞」を新設。盛岡競馬場ダート走路に照明施設を設置し、秋季期間も夏季と同様の時間帯で薄暮競走を行う[17]。当該年度中、3度にわたり禁止薬物陽性馬が確認される事案が発生。この不祥事に関係し、農林水産省に対しマイルチャンピオンシップ南部杯および桐花賞について「農林水産大臣賞典」の本年度の取り消し申請を行ったほか[18]、11月10日から12日及び11月17日から19日の水沢競馬6日間開催が、開催中止に追い込まれるなど影響を及ぼす[19]。12月25日に再び競走馬から禁止薬物が検出されていたことが発覚、今季5頭目となる禁止薬物検出を受けて競馬組合は競馬の開催を当面中止すると発表した[20]。
- 2019年 3月23日の水沢開催から再開。禁止薬物が検出された原因については判明しなかった[21]。当該年度中、競走馬から禁止薬物が検出されていたことを発表。11月18日の盛岡競馬と11月23日から25日の水沢競馬の開催を中止し、当該厩舎在厩馬全頭の事前検査を行っていたが他の管理馬からも同様に禁止薬物が検出されたことを受けて、競馬組合は11月30日から競馬の開催を当面中止すると発表した[22]。その後、岩手競馬在厩馬全頭の事前検査の結果が出そろい、新たな禁止薬物の検出がなかったことを受けて、12月7日から競馬の開催を再開することになった。
- 2021年3月19日 2018年以降、岩手競馬の競走馬から禁止薬物が検出された問題について、岩手県警は寝床の藁にカビが発生しそれを食べた馬が体内で禁止薬物ボルデノン[23]（筋肉増強剤）の成分を生成したことが原因と結論付け[24][25]、事件性がなかったとして捜査は終了した[26]。
- 2021年12月31日 - 2022年1月3日 水沢競馬場で予定されていた桐花賞が積雪の影響で取りやめ（代替開催も実施せず）となり[27]、年始の1月2日の開催も走路状態悪化により途中打ち切り[28]。レギュラーシーズン最終日の1月3日も金杯を含む全競走が開催取りやめ（代替開催も実施せず）となった[29]。
- 2022年 3月31日を以って「DIKK秋田」（ディック秋田）が廃止された。
- 2022年7月28日 競馬組合が発注する広告宣伝に関する業務委託を巡り、便宜を図った見返りに飲食接待を受けたなどとして、岩手県警は収賄の疑いで競馬組合業務部長を逮捕した[30]。8月18日に盛岡地検は収賄罪で元部長を起訴した[31]。12月27日、岩手地裁は元部長に懲役1年、執行猶予3年、商品券没収、追徴金約13万円の判決を言い渡した[32]。
- 2022年 持ち回りのJBC（JBCクラシック、JBCスプリント、JBCレディスクラシック）を盛岡競馬場で開催。
- 2024年 岩手競馬の設立60周年を記念して、1シーズンにわたって両競馬場のすべての競走で旧ファンファーレ・旧入場曲が使用される事となった[33]。
- 同年 大雨などによる走路コンディション悪化の影響で、第5回盛岡競馬（7月29日初日）以降、予定していた2024シーズンの盛岡競馬場の芝コース全競走をダートコースに変更して実施[34]。

※主要レースについてはそれぞれの競馬場の項目を参照すること

## コーポレートスローガン
- sporting world（1981 - 2000年、2000年9月まで水沢競馬場のゲート上に表示）

## キャッチコピー
- 60キロの速さで君達は競う、岩手の競馬（1983 - 1987年、イメージCM）
- 私はあなたの母を知っています。君が好き（1988年、イメージCM）
- 気持ちがパカパカしてきます（1991年、開幕告知CM）
- 馬野家の人々（1992 - 1996年、イメージCM『馬野家の人々シリーズ』）
- 新しい馬事文化の発信基地・オーロパーク誕生（1996年、イメージCM）
- IWATE KEIBA NEWS（1997年）
- 名馬を生みます、レースを育てます。IWATE KEIBA（1997年、イメージCM）
- 走るから美しい（1997年、イメージCM）
- いけるかも 岩手競馬（1998年、春 - 秋）
- いっしょに走ろう（1999年、イメージCM）
- 見せるぜ、1999（1999年春）
- 競馬のジョーへカモンカモン!（1999年夏 - 冬）
- ケイバにイケバ 馬!馬!馬!馬!（ババババ）（2000年）
- 名前が変わる 何かが変わる 岩手競馬はみちのくレースへ（2001年）
- Go To! みちのくレース（2001年）
- 北の大地が大舞台になる、JBCイヤー2002（2002年）
- アツいぜ!!週刊イワテケイバ（2003年）
- 夢のつづきを見にいこう（2004年）
- みんなの岩手競馬（2004年夏 - 、5秒スポットCMメイン）
- Gold Up!（2005年）
- あなたのいわて競馬（2006年）
- 走れる歓びを力に、前へ（2007年）
- オモシロイことになってきた!（2008年）
- もっとオモシロイことになってきた!!（2009年）
- 岩手競馬もっと!!もっと!!宣言（2010年）
- がんばろう東北・心をひとつに岩手競馬（2011年 - ）
- 絆は、人と馬を強くする（2013年）
- 絆をむすぶ。夢をつなぐ（2014年）
- ENJOY!岩手競馬（2015年）
- ときめき、∞無限大（2016年）
- 馬と人が創る黄金物語（2017年）
- 馬と人が創る黄金物語2018（2018年）
- ともに翔ける 2019岩手競馬（2019年）
- ともに翔ける 2020岩手競馬（2020年）
- Horse&Hope 馬よ、希望よ、明日よ。2021岩手競馬（2021年）
- Horse&Hope 駆け抜けたその先に。2022岩手競馬（2022年）
- 岩手競馬に会いに行こう。Meet the KEIBA（2023年）
- レースの数だけ、ドラマがある。ドラウマチック（2024年）
- レースはドラマだ、主役は誰だ。ドラウマチック2025（2025年）

## 歴代イメージキャラクター
- 1993年 北村総一朗 他による馬野家の人々
- 2000年 ムッシュかまやつ（コマーシャルソングも担当）
- 2005年 Dr.コパ
- 2006年 ふじポン
- 2008年 東幹久
- 2009年
  - ルー大柴
  - ふじポン・岡部玲子・井上オークス

盛岡サマーサミット（MORIOKA SUMMER SUMMIT）の一環として「オレイポン」改め「馬（ば）ひゅーむ」として活動（2012年7月に再度起用）
  - ふじポン・矢部美穂・小川恵子

みちのくサマーサミット（MICHINOKU SUMMER SUMMIT）の一環として「馬（ば）ふゅーむSEASON2（仮）」改め「Lady bAbA（レディババ）」として活動

## グレード制
岩手競馬では2016年度より、重賞競走の位置付け及び重要性を明確にするとともに分かり易い競走体系とするため、独自のグレード制「M（1、2、3）」を導入している。グレードは賞金、負担重量、距離及びコース区分、施行時期、歴史と伝統、競走内容等を総合的に勘案して決定される。ただし、日本グレード格付け管理委員会によって承認されたダートグレード競走「G（I、II、III）」「Jpn（I、II、III）」には独自グレードが付けられない。
M1
岩手競馬の競走体系上最も重要な意義を持つ根幹競走であり、次の要件を満たしていること。
(1)規定された1着賞金額の基準を満たしていること。
(2)負担重量は年齢及び性別によるアローワンス以外は同じ重量（定量）であること。
M2
M2競走は、M1競走に次ぐ重要な競走であり、M1競走の要件の一部が満たされていない競走で、かつ規定された1着賞金額の基準を満たしていること。
M3
M1競走及びM2競走以外の重賞競走とする。

## 競走の種類

### エクセレント競走
エクセレント競走は実質、A1級またはA1級A2級混合の平場戦であるが、他のクラスの平場戦との差別化を図るためにこの名称がつけられた。水沢競馬場・盛岡競馬場のダート1600メートルおよび1800メートルで行われ、獲得賞金（クラス）、馬齢、性別などによって負担重量が定められる。なお、2014年以降はオープンクラスの平場戦は全て特別競走に格上げされたため、エクセレント競走の名称は使用していない。

### リヴェール競走
リヴェール競走は、開催週最終日（土日月開催の場合月曜日が該当する）に行われる最終レースの名称である。こちらも2014年以降は行われていない。

## 岩手競馬を支援する日
2011年の東北地方太平洋沖地震による巨大地震と大津波により、岩手県競馬は施設が甚大な被害を受けた。その復興支援の一環として同年10月10日を「岩手競馬を支援する日」と銘打って開催された。
中央競馬も関東地区の開催が一時休止となった日程の補填の一環で東京競馬場での単独開催となったが、中央競馬もこの趣旨に協賛。当日、「マイルチャンピオンシップ南部杯」をJRA主管に委譲して東京競馬場で開催し、盛岡競馬場においても「絆カップ」（地方交流戦）「東北ジョッキーズカップ」（東北地方出身の地方競馬騎手交流戦）を行った。
収益金は被災地復興支援に当てられるほか、南部杯の収益も岩手県競馬支援に寄付された。

## 優秀競走馬表彰
年間で優秀な成績を収めた馬を、岩手競馬年度代表馬等選考委員会により決定し、岩手県競馬組合から表彰している。
- 年度代表馬
- 4歳以上最優秀馬
- 2歳最優秀馬
- 3歳最優秀馬
- 最優秀ターフホース
- 最優秀牝馬
- 最優秀短距離馬

### 年度代表馬一覧
※2006年以降
| 年   | 馬名               | 性齢 | 重賞勝ち鞍（受賞年のみ）                                                 |
| ---- | ------------------ | ---- | ------------------------------------------------------------------------ |
| 2006 | オウシュウクラウン | 牡3  | 岩手ダービーダイヤモンドカップ、桐花賞、不来方賞、阿久利黒賞             |
| 2007 | テンショウボス     | 牡4  | みちのく大賞典、北上川大賞典、桐花賞、トウケイニセイ記念                 |
| 2008 | ワタリシンセイキ   | 牡2  | 若駒賞、南部駒賞、金杯                                                   |
| 2009 | マヨノエンゼル     | 牡3  | 阿久利黒賞、岩手ダービーダイヤモンドカップ                               |
| 2010 | ロックハンドスター | 牡3  | 阿久利黒賞、岩手ダービーダイヤモンドカップ、不来方賞、ダービーグランプリ |
| 2011 | カミノヌヴォー     | 牡3  | 不来方賞、ダービーグランプリ、桐花賞                                     |
| 2012 | ロッソコルサ       | 牡3  | 不来方賞、ダービーグランプリ、桐花賞                                     |
| 2013 | ドリームクラフト   | 牡7  | 栗駒賞、トウケイニセイ記念                                               |
| 2014 | ナムラタイタン     | 牡8  | 赤松杯、シアンモア記念、みちのく大賞典、北上川大賞典                     |
| 2015 | ナムラタイタン     | 牡9  | 赤松杯、岩鷲賞、青藍賞、絆カップ、桐花賞                                 |
| 2016 | ラブバレット       | 牡5  | 笠松グランプリ、岩鷲賞、栗駒賞                                           |
| 2017 | ラブバレット       | 牡6  | 笠松グランプリ、岩鷲賞、栗駒賞                                           |
| 2018 | チャイヤプーン     | 牡3  | ダービーグランプリ、ダイヤモンドカップ、やまびこ賞                       |
| 2019 | ヤマショウブラック | 牡3  | 不来方賞、桐花賞                                                         |
| 2020 | フレッチャビアンカ | 牡3  | 東北優駿、不来方賞、ダービーグランプリ                                   |
| 2021 | エンパイアペガサス | 牡8  | 一條記念みちのく大賞典、北上川大賞典                                     |
| 2022 | ヴァケーション     | 牡5  | シアンモア記念                                                           |
| 2023 | ノーブルサターン   | 牡9  | シアンモア記念、桐花賞                                                   |
| 2024 | フジユージーン     | 牡3  | ダイヤモンドカップ、東北優駿、スプリングカップ、楠賞                     |

## 関連番組
原則、岩手県競馬組合がスポンサー提供している（一部、専門紙や民間企業が複数提供する場合あり）。

### テレビ
1972年度からテレビ中継が始まり、東北他県や関東の独立UHF局にもネットしていた事もある。以前は県内民放全局で行っていたが、現在はIBC岩手放送のみである。2004年度以降は競馬組合の予算削減で徐々に中継回数が減少し、2007年度はテレビ中継が休止。2008年度からは年1～2回ペースで再開され、現在に至っている。
一時期、何度かダイジェスト番組が放送されていた。

#### 現在放送中の番組
- グリーンチャンネル地方競馬中継（グリーンチャンネル）
- IBC競馬ライブ（IBC岩手放送、年1～2回放送）
- 岩手競馬DGショータイム(グリーンチャンネル)

#### 終了した番組
- みんなのイワテケイバ（岩手めんこいテレビ）
- テレビ岩手競馬王国（テレビ岩手）
- みちのくレースけいばステーション（岩手朝日テレビ）
- サラ君のGOLD UP!（テレビ岩手）
- 競馬ハイライト（IBC岩手放送）
- ジャストレーシング（IBC岩手放送）
- 勝ちそーTV（岩手めんこいテレビ）
- 予想バトルDE勝ちそー（岩手めんこいテレビ）
- スーパー岩手競馬（岩手めんこいテレビ）
- iちゃんねる（グリーンチャンネル）
- M's TV（グリーンチャンネル）

### ラジオ
1971年度からIBC岩手放送でラジオ中継が始まったとされるが、番組としては1972年度からである。長年、不定期放送が続き、定期放送は1983年度からスタートした。
1989年度に日本初のFMラジオでの競馬中継がFM岩手で行われた。
IBC岩手放送やFM岩手でミニ番組が断続的に放送されている。

#### 現在放送中の番組
- IBCラジオ実況中継 岩手競馬クロス（X）（毎週日曜日、IBC岩手放送）
- 加藤久智競馬のはなし（IBC岩手放送）
- いわて想い出の名馬館（IBC岩手放送）
- FM岩手競馬中継（FM岩手　正式名称不明　ごく稀に行われる。※完全撤退はしていないので、現在放送中に含める）

#### 終了した番組
- 勝ちそー（FM岩手）
- 盛岡、水沢競馬ホット情報（IBC岩手放送）
- IBC競馬速報（IBC岩手放送）
- きょうの競馬あすの競馬（IBC岩手放送）
- 競馬ステーション（IBC岩手放送）
- 岩手競馬ダイジェスト（IBC岩手放送）

## その他
- マスコットキャラクターの馬「ハヤテ」は手塚治虫がデザインした。
- 国内初の試みを積極的に行う主催者として知られている。
  - マーケット理論の導入、競馬場内にインフォメーションセンターを設置、場外施設の愛称命名、女性騎手招待競走の開催。
  - 地方競馬3歳（旧4歳）馬の全国交流競走（ダービーグランプリ）の開催、一部重賞レースでの生産者賞創設。
  - S字型ウッド式発馬機から現在使用されている発馬機へ転換するよう提言、地方競馬主催者所有の競馬場で初の芝コース設置。
  - 地方競馬初の中央GIレース場外発売、騎手ハンデ戦の創設、騎手と馬のファン投票によるカップリングレースの開催（廃止）など。
- 2003年のダービーグランプリ（GI）の際、小倉秀夫アナと長田信也アナ両者の実況が一瞬流れるという事象があった。当時ダートグレード競走のときには岩手エリアと場外・CATV向け放送のレース実況を別に行っていたために起こった（NARの公式サイトやYouTube内の「岩手競馬◆TV」では長田信也アナの実況が配信されている）。
- 2010年、スカパー!・懐かし音楽★グラフィティTV/keibaにおいて、ばんえい競馬のナイター開催期間中の間合番組としてレース中継が放送されることとなった（17時まで完全中継、17時以降発走分はばんえい競馬中継の中でレース録画・配当を放送）。しかし、10月11日（南部杯当日）をもって放送は終了となってしまった。
- 2011年5月14日の第1回盛岡開催より、通常はホッカイドウ競馬担当の古川浩が場内実況をするという旨を前日13日のFM岩手「勝ちソーラジオ」で本人が伝えた。
- 盛岡競馬は2014年9月20日から、水沢競馬は11月14日からレース映像がハイビジョン化された。テロップはそれ以前から更新済。
- かつて、荒尾競馬場と同じ本馬場入場曲を使用していた時期があり、パドック前のVTR表示もあった。
- 現在、1Rパドック開始までは静止画→現在の馬場情報→1R出馬表という表示になっているが、2010年ぐらいまではスタンドからの現在の映像に「みちのくレース盛岡（水沢）競馬」と「ご来場ありがとうございます」のテロップを被せながらBGM→前日全レースVTR→お知らせ→ゴール板にカメラがアップしていきながら「最終レースまでごゆっくりお楽しみください」という趣旨のアナウンス→1R出馬表という流れだった。